# Okręg południowy Kościoła Chrześcijan Baptystów w RP
Okręg południowy – jeden z dziewięciu okręgów Kościoła Chrześcijan Baptystów w RP liczący 8 zborów i 4 placówki. Przedstawicielem okręgu jest pastor Ireneusz Skoczeń.
W roku 2013 okręg liczył 410 członków (nie licząc dzieci).

## Zbory

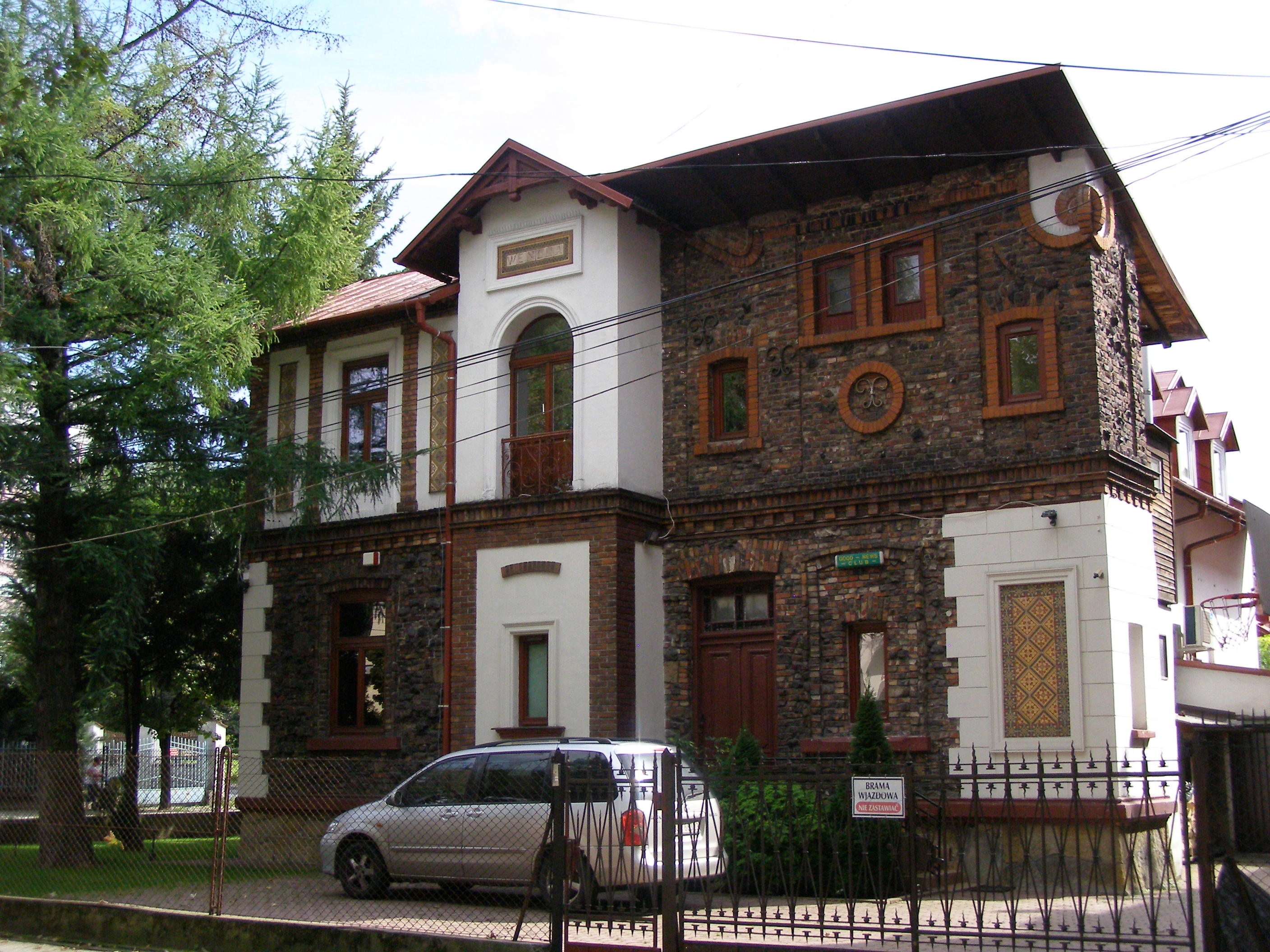
Zbór Kościoła Chrześcijan Baptystów w Tarnowie

Lista zborów okręgu południowego (w nawiasie nazwa zboru):
- zbór w Krakowie (pierwszy)
- zbór w Krakowie (drugi – „Wspólnota Podgórze”)
- zbór w Krakowie (trzeci – Misja Łaski)
- zbór w Krowicy
- zbór w Krynicy-Zdroju
- zbór w Przemyślu
- zbór w Rabce
- zbór w Tarnowie
- zbór w Rzeszowie

## Placówki
Lista placówek okręgu południowego:
- placówka w Krakowie-Nowej Hucie
- placówka w Myślenicach
- placówka w Tarnobrzegu